# St. Nikolaus (Lucherberg)

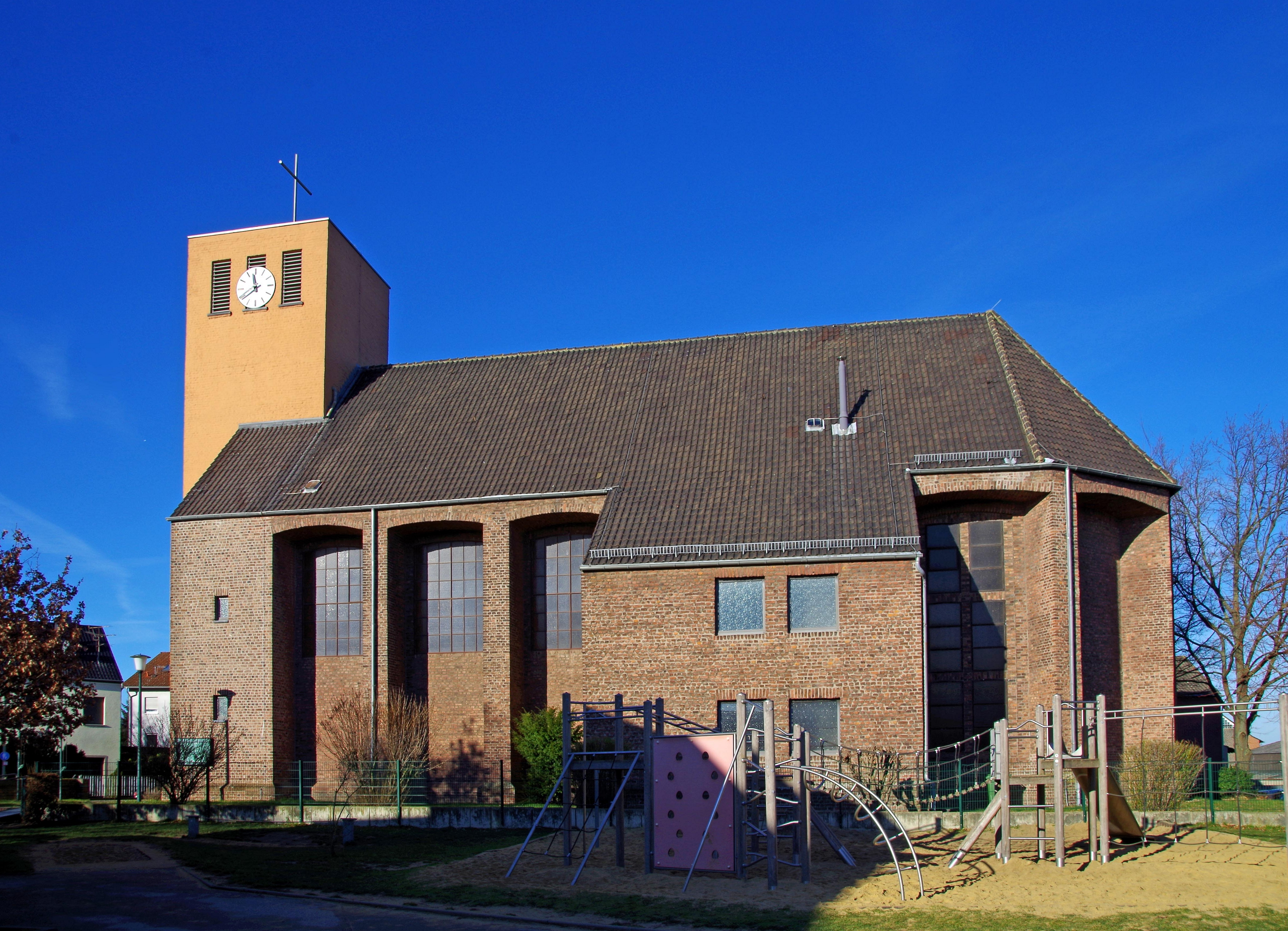
St. Nikolaus (Lucherberg), Südostseite

Die römisch-katholische Kirche St. Nikolaus steht in Lucherberg, einem Ortsteil der Gemeinde Inden im Kreis Düren (Nordrhein-Westfalen).

## Geschichte
Im Jahr 1533 wird in Lucherberg eine Kapelle erwähnt. Nähere Einzelheiten sind aber nicht bekannt. Die Kapelle war mit heutigen Pfarrgemeinde St. Peter (Merken) ein Teil der Pfarrgemeinde Pier. Sie wurde 1857 abgebrochen. 
Erst bei der Errichtung des ersten Bistums Aachen erscheint im Jahre 1804 Lucherberg als Pfarre im Kanton Düren. 
In den Jahren 1857/1858 wurde nach Plänen von Baumeister Heinrich Kelleter ein Neubau errichtet. Dieses Gotteshaus wurde im Zweiten Weltkrieg bei den Luftangriffen auf Düren und Jülich teilweise schwer zerstört. Nach den Planungen von Alfons Leitl und Paul Bernert (Mönchengladbach-Rheydt) wurde die Kirche bereits ab 1948 wieder aufgebaut. Die wieder errichtete Kirche wurde am 11. August 1951 geweiht. Am gleichen Tag war auch die Weihe des Altares.
Am 9. Januar 2017 wurde die Kirche bis auf weiteres geschlossen. Aufgrund von Rissbildungen wurde diese Maßnahme aus Sicherheitsgründen erforderlich.

## Neugliederungen
Seit dem 1. Januar 2012 gibt es die fusionierte Pfarrei St. Josef. Zu ihr gehören die Gemeinden: St. Clemens und St. Pankratius, Inden/Altdorf als Pfarrkirche, St. Cornelius Lamersdorf, St. Nikolaus Frenz und St. Nikolaus Lucherberg in der Gemeinschaft der Gemeinden (GdG) Inden/Langewehe.
St. Barbara Schophoven gehört seit dem 1. Januar 2013 zur GdG Heilig Geist Jülich.

## Pfarrer
Folgende Priester wirkten bis zur Auflösung der Pfarre als Pastor an St. Nikolaus:
| von – bis | Name                                    |
| --------- | --------------------------------------- |
| 1916–1935 | Matthias Schmitz                        |
| 1936–1945 | Winand Welters                          |
| 1945–1954 | Friedrich Pohlen                        |
| 1957–1965 | Josef Bremmer                           |
| 1965–1972 | Heinrich Pannhausen                     |
| 1972–1974 | P. Camille Peeters CSSR                 |
| 1975–1994 | P. Hubertus Piet SSS                    |
| 1994–2000 | Hans-Otto von Danwitz                   |
| 2001–2009 | Norbert Kaniewski                       |
| 2009–2012 | Heinz Portz (2013 Auflösung der Pfarre) |